# Cheumatopsyche tanidai
Cheumatopsyche tanidai là một loài Trichoptera trong họ Hydropsychidae. Chúng phân bố ở miền Cổ bắc.